# Ammar ibn Yassir
 (mai 2010).
Si vous disposez d'ouvrages ou d'articles de référence ou si vous connaissez des sites web de qualité traitant du thème abordé ici, merci de compléter l'article en donnant les références utiles à sa vérifiabilité et en les liant à la section « Notes et références ».
Ammar ibn Yasir (arabe : عَمَّار ٱبْن يَاسِر) était un compagnon du prophète de l'islam Mahomet et était déjà un de ses amis avant l'islam. 

## Biographie
Il est né en 570 durant l'année de l'éléphant (en) et est le fils de Yasir ibn Amir et de Sumayyah bint Khayyat, tous deux originaires du Yémen avant de venir s'installer à La Mecque et esclaves des Banu Adi (en)[réf. nécessaire]. Il fut parmi les premiers à se convertir à l'islam et à répandre la nouvelle religion dans les rues de La Mecque et fut donc torturé en conséquence, lui ainsi que sa famille, par Abu Jahl lorsque celui-ci fut désigné par les Quraychites pour aller punir les prédicateurs, et en particulier, les Banu Makhzoum. Il survécu à ces tortures mais ses parents furent assassinés devant lui afin de lui faire renier ses nouvelles convictions religieuses. Ses parents sont donc considérés par les musulmans comme les premiers martyrs de l'histoire.
`Ammar se fit torturer à tel point qu'il finit par répéter ce que voulaient ses tortionnaires en disant du bien de leurs divinités. Ils s'ingéniaient à lui faire subir toutes sortes de sévices et l'attachèrent le long d'un poteau en plein soleil, les pieds sur des pierres brulantes. Ensuite ils lui mettaient la tête dans l'eau jusqu'à ce qu'il perde connaissance. `Amrou ibn al-Hakam rapporte : « On torturait `Ammar à tel point qu'il n'avait pas conscience de ce qu'il disait ». `Amrou ibn Maymoun a dit : « Les polythéistes torturaient `Ammar avec le feu. Lorsque Mahomet passait près de lui, il disait : Ô feu, sois fraîcheur et salut sur `Ammar comme tu l'as été sur Abraham[réf. nécessaire] ».
`Abdullah ibn `Abbas rapporte à propos du verset : « Quiconque a renié Allah après avoir cru... - sauf celui qui y a été contraint alors que son cœur demeure plein de la sérénité de la foi - mais ceux qui ouvrent délibérément leur cœur à la mécréance, ceux-là ont sur eux une colère d’Allah et ils ont un châtiment terrible. », qu'il s'agit bien de `Ammar. Face à la torture, il ne renia pas sa foi en son for intérieur. Lorsque Mahomet prit connaissance des paroles que `Ammar avait prononcé sous la torture, lui dit : « Les polythéistes t'ont tellement mis la tête sous l'eau que tu as dit telle chose et telle chose? » `Ammar répondit en pleurant : « Oui, ô Messager de Dieu ». Mahomet lui dit alors : « S'ils récidivent, dis-leur la même chose[réf. nécessaire] ».
À la suite de cet évènement, Hamza ibn Abd al-Muttalib et d'autres sahaba se rendirent là où furent mis les prisonniers. Ils ne trouvèrent que des morts sauf quelques-uns y compris `Ammar, à qui ils donnèrent de l'eau. Lorsque Mahomet fut questionné sur la conduite à suivre face à toutes ces persécutions, il demanda à Ja'far de partir se réfugier en Abyssinie auprès du Négus (An-Najashi) Ashama ibn Abjar, avec un groupe de musulmans dont `Ammar faisait partie. Il revint plus tard à Médine avec les autres muhajirun, tous ceux qui avaient émigré de La Mecque.
Pendant la construction de la mosquée de Médine, qui deviendra plus tard le deuxième lieu saint de l'islam, Mahomet le vit et alla lui laver les mains de la poussière et dit : « Malheur à Ibn Soumayya (il parle de `Ammar, le fils de Sumayyah bint Khayyat), il sera tué par le groupe inique! » `Ammar dit alors : « Je cherche refuge auprès d'Allah contre l'affliction ». Plus tard, un mur s'écroula sur `Ammar et tout le monde cru qu'il était mort sauf Mahomet qui dit : « Il n'est pas mort mais le groupe inique le tuera[réf. nécessaire] ». Lors d'un conflit avec Khalid ibn al-Walid, Mahomet le défendit en disant : « `Ammar est plein de foi jusqu'à la moelle. Celui qui est hostile à `Ammar, Allah lui est hostile, celui qui hait `Ammar, Dieu le hait[réf. nécessaire] ». Il ajouta plus tard : « `Ammar est une partie de moi, le morceau de la peau entre mon nez et mes yeux[réf. nécessaire] ».

### Sous le califat de Omar ibn al-Khattab
Durant son califat, `Omar ibn al-Khattab envoya une lettre aux habitants de Kufa pour les prévenir qu'il leur envoyait `Ammar comme gouverneur, accompagné de `Abdullah ibn Mas'ud qui lui fut envoyé en tant que trésorier, en argumentant qu'ils étaient parmi les meilleurs compagnons de Mahomet et qu'ils avaient participé à la bataille de Badr. Un jour, un habitant de Kufa l'appela avec moquerie : « Ô toi qui a l'oreille coupée[réf. nécessaire] » il répondit : « Tu viens d'insulter la meilleure de mes oreilles. Elle fut touchée sur le chemin de Dieu ». `Ammar avait en effet une de ses deux oreilles mutilée lors de la bataille d'Al-Yamama qui opposèrent les musulmans à Musaylima.

### Son rôle dans la Guerre civile: Ali - Mu'awiya
À la bataille de Siffin en 657, face à l'armée de Mu`awiya qui revendiquait son titre de calife à la place de `Ali ibn Abi Talib[réf. nécessaire], il disait à haute voix : « Combattons les gens qui revendiquent la vengeance de `Othman. Par Allah, ils ne veulent pas le venger mais s'approprier ce bas monde[réf. nécessaire] ». Âgé de 93 ans, il s'élança dans la bataille en disant : « Nous vous avons déjà combattu pour la révélation du Coran, aujourd'hui nous vous combattons pour l'avoir mal interprété[réf. nécessaire] ». Ses adversaires faisaient tout pour l'éviter car il repensaient aux dires de Mahomet à propos du groupe inique. Malgré cela, il trouva la mort pendant la bataille et fut enterré par `Ali. Les chiites le considèrent parmi les quatre meilleurs compagnons de Mahomet car il était un des héros de la bataille de Badr et était célèbre pour sa loyauté envers `Ali, en particulier lors du conflit avec Mu`awiya. Les sunnites le tiennent également en haute estime.